# Prix du Jockey Club

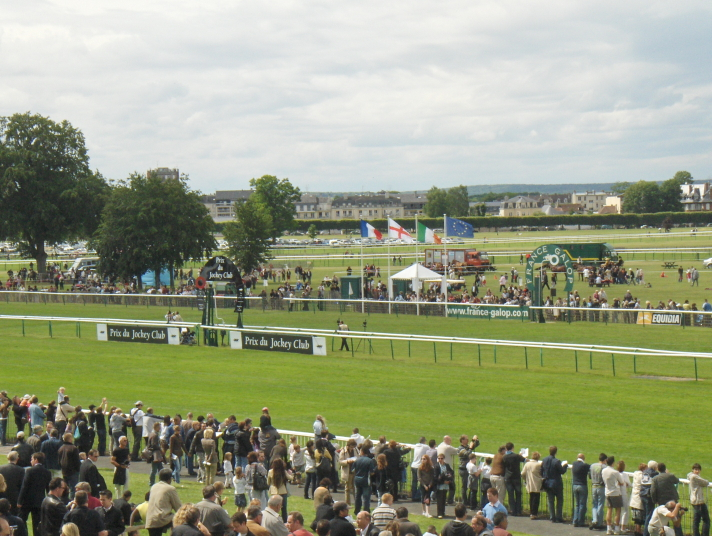
Blick auf die Zielgerade beim Prix du Jockey Club 2009

Der Prix du Jockey Club ist ein Pferderennen, das jährlich am ersten Samstag des Juni auf der Pferderennbahn von Chantilly ausgetragen wird. Dieses Galopprennen wird seit 1836 vom Jockey Club de Paris ausgetragen und ist nach dem Prix de l’Arc de Triomphe das am zweithöchsten dotierte Rennen in Frankreich. Im Jahr 2023 war es mit 1,5 Millionen Euro dotiert. Es ist ein Gruppe-I-Rennen für dreijährige Vollblüter über 2100 Meter, mit einer Zielgeraden von 600 Metern.
Der Prix du Jockey Club ist das französische Gegenstück zum englischen Epsom Derby, zum irischen Irish Derby und zum Deutschen Derby.
Der französische Jockey Yves Saint-Martin konnte das Rennen neun Mal gewinnen, nämlich auf Reliance (1965), Nelcius (1966), Tapalque (1968), Sassafras (1970), Acamas (1978), Top Ville (1979), Darshaan (1984), Mouktar (1985) und Natroun (1987).
Von Tom Jennings Sr. trainierte Pferde gewannen 10 Mal, nämlich Porthos (1852), Monarque (1855), Ventre Saint Gris (1858), Black Prince (1859), Gabrielle d’Estrées (1861), Consul (1869), Insulaire (1878), Zut (1879), Albion (1881) und Dandin (1882).
Pferde, die dem Textilunternehmer Marcel Boussac gehörten, konnten das Rennen 12 Mal gewinnen, nämlich Ramus (1922), Tourbillon (1931), Thor (1933), Cillas (1938), Pharis (1939), Ardan (1944), Coaraze (1945), Sandjar (1947), Scratch (1950), Auriban (1952), Philius (1956) und Acamas (1978).
Die Gewinner seit 1985 waren:
| Jahr | Gewinner           | Land           | Vater             | Jockey                | Trainer                | Besitzer                         | Zeit    |
| ---- | ------------------ | -------------- | ----------------- | --------------------- | ---------------------- | -------------------------------- | ------- |
| 1985 | Mouktar            | Frankreich     | Nishapour         | Yves Saint-Martin     | Alain de Royer-Dupré   | Karim Aga Khan IV.               | 2'34"00 |
| 1986 | Bering             | Frankreich     | Arctic Tern       | Gary-Williams Moore   | Christiane Head        | Ghislaine Head                   | 2'24"10 |
| 1987 | Natroun            | Frankreich     | Akarad            | Yves Saint-Martin     | Alain de Royer-Dupré   | Karim Aga Khan IV.               | 2'30"80 |
| 1988 | Hours After        | Frankreich     | Alleged           | Pat Eddery            | Patrick-Louis Biancone | Marquise de Moratalla            | 2'33"40 |
| 1989 | Old Vic            | England        | Sadler’s Wells    | Steve Cauthen         | Henry Cecil            | Scheich Muhammad                 | 2'28"70 |
| 1990 | Sanglamore         | England        | Sharpen Up        | Pat Eddery            | Roger J. Charlton      | Khalid Abdullah                  | …       |
| 1991 | Suave Dancer       | Frankreich     | Green Dancer      | Cash Asmussen         | John Hammond           | Henri Chalhoub                   | 2'27"40 |
| 1992 | Polytain           | Frankreich     | Bikala            | Lanfranco Dettori     | Antonio Spanu          | Mme Bernard Houillon             | 2'30"30 |
| 1993 | Hernando           | Frankreich     | Niniski           | Cash Asmussen         | François Boutin        | Stavros Niarchos                 | 2'27"20 |
| 1994 | Celtic Arms        | Frankreich     | Comrade in Arms   | Gérald Mossé          | Pascal Bary            | Jean-Louis Bouchard              | 2'31"30 |
| 1995 | Celtic Swing       | England        | Damister          | Kevin Darley          | Lady Herries           | Peter Savill                     | 2'32"80 |
| 1996 | Ragmar             | Frankreich     | Tropular          | Gérald Mossé          | Pascal Bary            | Jean-Louis Bouchard              | 2'27"20 |
| 1997 | Peintre Célèbre    | Frankreich     | Nureyev           | Olivier Peslier       | André Fabre            | Daniel Wildenstein               | 2'29"60 |
| 1998 | Dream Well         | Frankreich     | Sadler’s Wells    | Cash Asmussen         | Pascal Bary            | Familie Niarchos                 | 2'39"30 |
| 1999 | Montjeu            | Frankreich     | Sadler’s Wells    | Cash Asmussen         | John Hammond           | Gestüt Coolmore                  | 2'33"50 |
| 2000 | Holding Court      | England        | Hernando          | Philip-Peter Robinson | Michael Jarvis         | John Good                        | 2'31"80 |
| 2001 | Anabaa Blue        | Frankreich     | Anabaa            | Christophe Soumillon  | Carlos Lerner          | Charles Mimouni                  | 2'27"90 |
| 2002 | Sulamani           | Frankreich     | Hernando          | Thierry Thulliez      | Pascal Bary            | Familie Niarchos                 | 2'25"00 |
| 2003 | Dalakhani          | Frankreich     | Darshaan          | Christophe Soumillon  | Alain de Royer-Dupré   | Karim Aga Khan IV.               | 2'26"70 |
| 2004 | Blue Canari        | Frankreich     | Acatenango        | Thierry Thulliez      | Pascal Bary            | Écurie Jean-Louis Bouchard       | 2'25"20 |
| 2005 | Shamardal          | England        | Giant’s Causeway  | Lanfranco Dettori     | Saeed bin Suroor       | Gestüt Godolphin                 | 2'09"00 |
| 2006 | Darsi              | Frankreich     | Polish Precedent  | Christophe Soumillon  | Alain de Royer-Dupré   | Karim Aga Khan IV.               | 2'05"80 |
| 2007 | Lawman             | Frankreich     | Invincible Spirit | Lanfranco Dettori     | Jean-Marie Béguigné    | Claudio Marzocco                 | 2'05"90 |
| 2008 | Vision d’État      | Frankreich     | Chichicastenango  | Ioritz Mendizabal     | Éric Libaud            | Jacques Detré                    | 2'08"60 |
| 2009 | Le Havre           | Frankreich     | Noverre           | Christope Lemaire     | Jean-Claude Rouget     | G. Augustin-Normand              | 2'06"80 |
| 2010 | Lope de Vega       | Irland         | Shamardal         | Maxime Guyon          | André Fabre            | Gestüt Ammerland                 | 2'07"10 |
| 2011 | Reliable Man       | Frankreich     | Dalakhani         | Gérald Mossé          | Alain de Royer Dupré   | Pride Racing Club                | 2'07"70 |
| 2012 | Saonois            | Frankreich     | Chichicastenango  | Antoine Hamelin       | Jean-Pierre Gauvin     | Pascal Trevye                    | 2:08.1  |
| 2013 | Intello            | Frankreich     | Galileo           | Olivier Peslier       | André Fabre            | Wertheimer et Frere              | 2:07.89 |
| 2014 | The Grey Gatsby    | Großbritannien | Mastercraftsman   | Ryan Moore            | Kevin Ryan             | Frank Gillespie                  | 2:05.58 |
| 2015 | New Bay            | Frankreich     | Dubawi            | Vincent Cheminaud     | André Fabre            | Khalid Abdullah                  | 2:05.69 |
| 2016 | Almanzor           | Frankreich     | Wootton Bassett   | Jean-Bernard Eyquem   | Jean-Claude Rouget     | Antonio Claro / Augustin-Normand | 2:11.6  |
| 2017 | Brametot           | Frankreich     | Rajsaman          | Cristian Demuro       | Jean-Claude Rouget     | Al Shaqab / Augustin-Normand     | 2:06.51 |
| 2018 | Study of Man       | Irland         | Deep Impact       | Stephane Pasquier     | Pascal Bary            | Flaxman Stables Ireland          | 2:07.44 |
| 2019 | Sottsass           | Frankreich     | Siyouni           | Christian Demuro      | Jean-Claude Rouget     | White Birch Farm                 | 2:02.90 |
| 2020 | Mishriff           | England        | Make Believe      | Ioritz Mendizabal     | John Gosden            | A A Faisal                       | 2:04.01 |
| 2021 | St Mark’s Basilica | Irland         | Siyouni           | Ioritz Mendizabal     | Aidan O’Brien          | Smith / Magnier / Tabor          | 2:07.30 |
| 2022 | Vadeni             | Frankreich     | Churchill         | Christophe Soumillon  | Jean-Claude Rouget     | HH Aga Khan IV                   | 2:06.65 |
| 2023 | Ace Impact         | Frankreich     | Cracksman         | Christian Demuro      | Jean-Claude Rouget     | Serge Stempniak                  | 2:02.63 |
| 2024 | Look de Vega       | Frankreich     | Lope de Vega      | Ronan Thomas          | Yann und Carlos Lerner | Haras de la Morsanglier          | 2:09.81 |